# 369
Năm 369 là một năm trong lịch Julius.